# Meriola californica
Espèce
Synonymes
- Trachelas californicus Banks, 1904

Meriola californica est une espèce d'araignées aranéomorphes de la famille des Trachelidae.

## Distribution
Cette espèce se rencontre aux États-Unis en Californie, en Oregon et au Washington et au Mexique en Basse-Californie,.

## Description

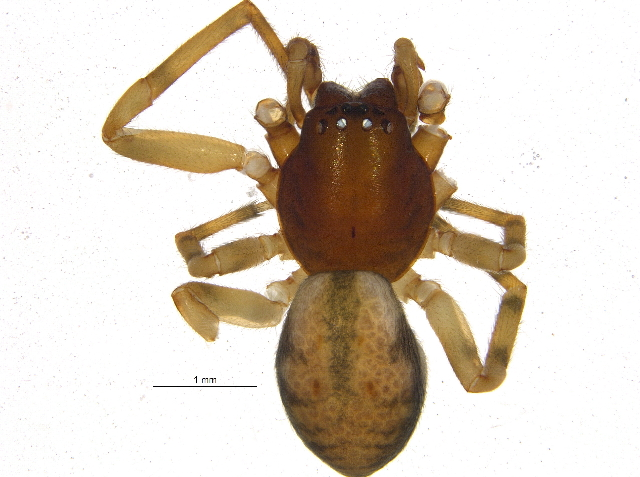
Meriola californica

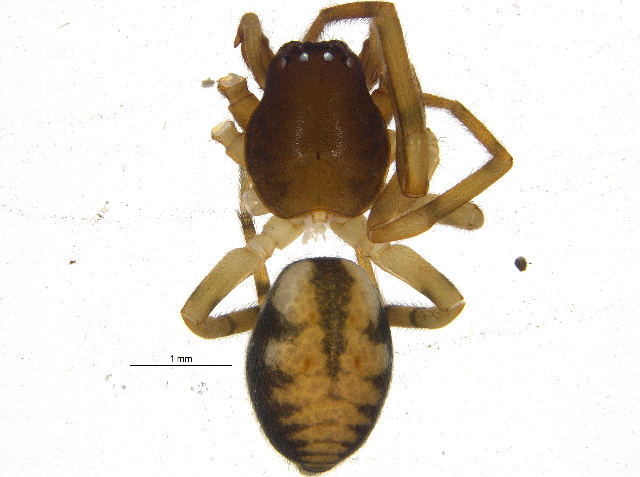
Meriola californica

Les mâles mesurent en moyenne 3,25 mm et les femelles 4,22 mm.

## Systématique et taxinomie
Cette espèce a été décrite sous le protonyme Trachelopachys californicus par Banks en 1904. Elle est placée dans le genre Meriola par Platnick et Ewing en 1995.

## Publication originale
- Banks, 1904 : « Some Arachnida from California. » Proceedings of the California Academy of Sciences, sér. 3, vol. 3, no 13, p. 331-376 (texte intégral).